# Smarchowice Małe

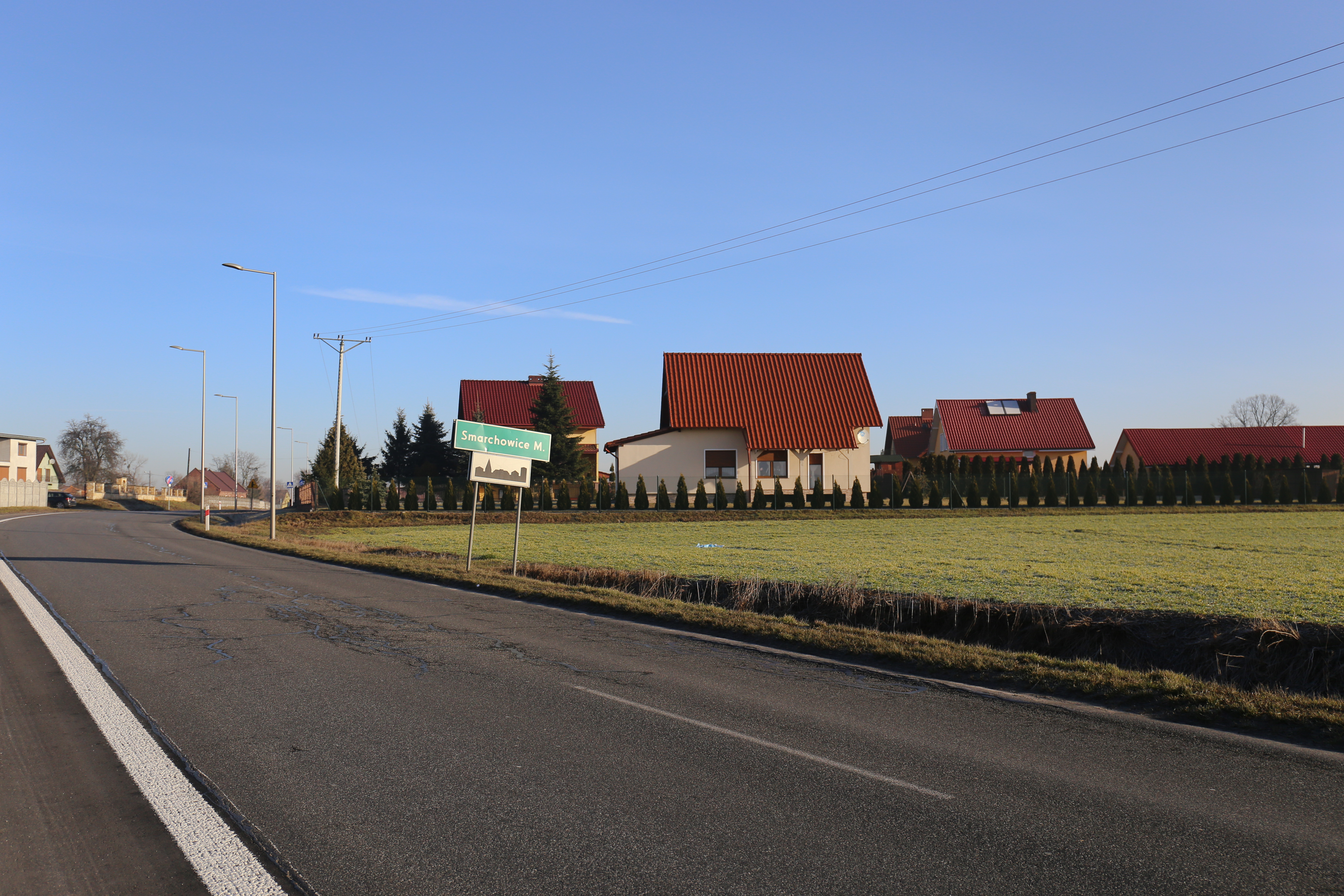
Ortseingang

Smarchowice Małe (deutsch Deutsch Marchwitz) ist eine Ortschaft in Niederschlesien. Der Ort liegt in der Gmina Namysłów im Powiat Namysłowski in der Woiwodschaft Opole in Polen.

## Geographie

### Geographische Lage
Das Angerdorf Smarchowice Małe liegt zwei Kilometer nordwestlich der Gemeinde- und Kreisstadt Namysłów (Namslau) sowie 58 Kilometer nordwestlich der Woiwodschaftshauptstadt Opole (Oppeln). Der Ort liegt in der Nizina Śląska (Schlesische Tiefebene) innerhalb der Równina Oleśnicka (Oelser Ebene).

### Nachbarorte
Nachbarorte von Smarchowice Małe sind im Süden der Gemeindesitz Namysłów (Namslau) und im Westen Wilków (Wilkau).

## Geschichte
In dem Werk  Liber fundationis episcopatus Vratislaviensis aus den Jahren 1295–1305 wird der Ort erstmals als Smorczwitz erwähnt. 1362 wurde der Ort als Smarkowicz Theutunicale erwähnt.
Nach dem Ersten Schlesischen Krieg 1742 fiel Deutsch Marchwitz mit dem größten Teil Schlesiens an Preußen.
Nach der Neuorganisation der Provinz Schlesien gehörte die Landgemeinde Deutsch Marchwitz ab 1816 zum Landkreis Namslau im Regierungsbezirk Breslau. 1845 bestanden im Dorf eine Freischoltisei, eine evangelische Schule und 23 Häuser. Im gleichen Jahr lebten in Deutsch Marchwitz 285 Menschen, davon 37 katholisch. 1874 wurde der Amtsbezirk Deutsch Marchwitz  gegründet, welcher die Landgemeinden Altstadt, Deutsch Marchwitz, Jauchendorf und Obischau und die Gutsbezirke Altstadt und Jauchendorf umfasste.
1933 zählte Deutsch Marchwitz 373 sowie 378 Einwohner. Bis 1945 gehörte der Ort zum Landkreis Namslau.
Infolge des Zweiten Weltkrieges kam der Ort 1945 an Polen, wurde in Smarchowice Małe umbenannt und der Woiwodschaft Schlesien angeschlossen. 1950 wurde Smarchowice Małe der Woiwodschaft Opole zugeteilt. 1999 wurde es Teil des wiedergegründeten Powiat Namysłowski.

## Sehenswürdigkeiten

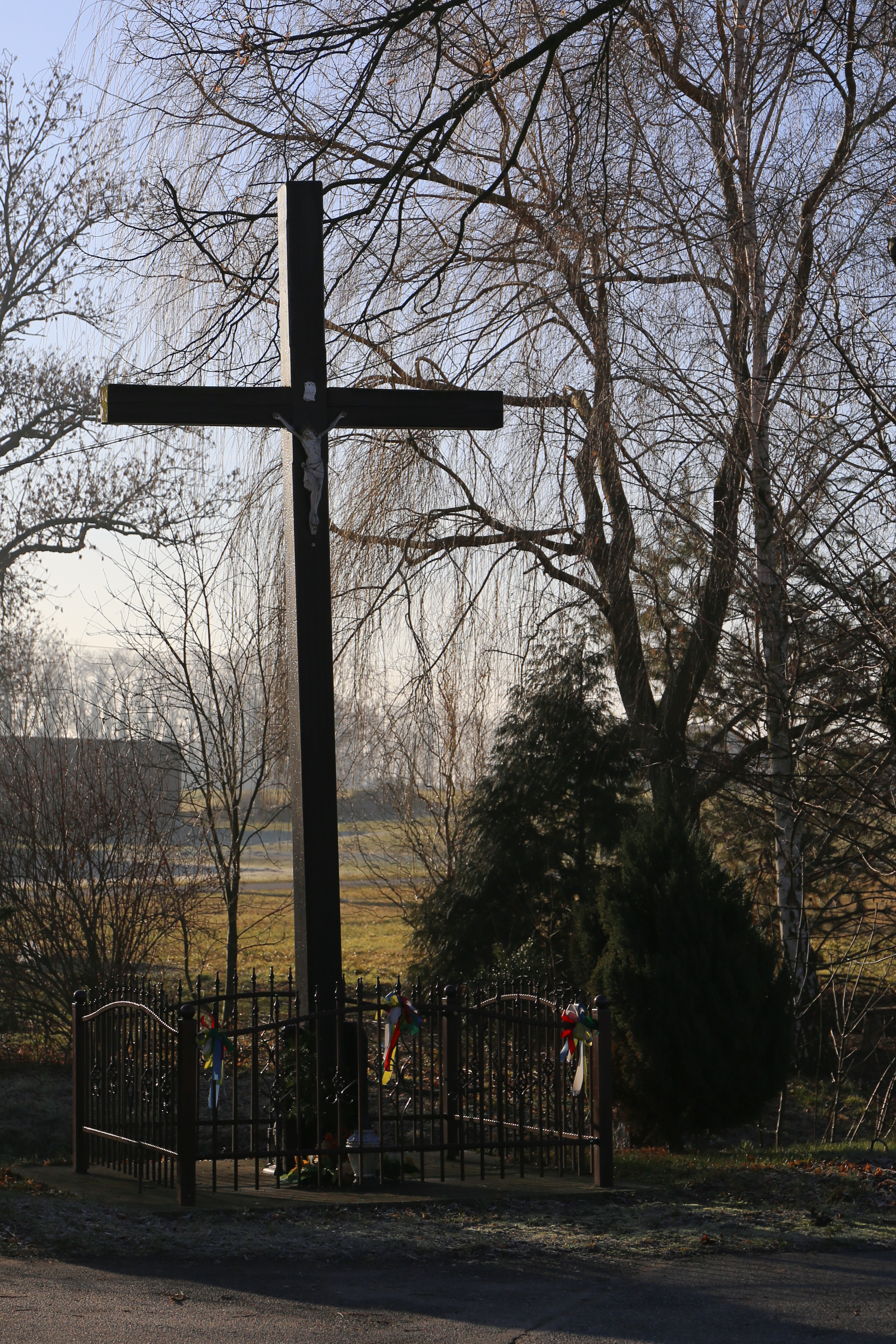
Wegkreuz

- Ehemaliger evangelischer Friedhof mit erhaltenen deutschen Grabmälern